# Tête d'horloge
Pour plus de détails, voir Fiche technique et Distribution.
Tête d'horloge est un téléfilm français de Jean-Paul Sassy diffusé pour la première fois à la télévision, sur la première chaîne de l'ORTF le 11 avril 1970.

## Synopsis
Un jour ordinaire de 1969, sans un début d'explication, toutes les montres, horloges et pendules du monde s'arrêtent à minuit. L'heure a disparu et ne permet plus de réguler les activités humaines. En quelques jours, le désarroi se répand et les gouvernements doivent dans l'urgence calmer les populations désemparées. Seul, au cours privé Octave Gildas à Paris, Monsieur Drouin, vieux professeur traditionnel et rêveur, ne semble pas le moins du monde affecté par cet évènement, continuant de respecter comme à son habitude à la seconde près ses horaires immuables, ce qui lui a valu le surnom de « Tête d'horloge ». Apparemment sa montre - pourtant une vieille montre de gousset - est la seule à avoir continué à fonctionner.
Ses élèves sont les premiers stupéfaits et les plus délurés et indisciplinés, Gourlette, Titi-Caramel, Verjoux, Plume, Lafleur, décident après moult vérifications de tirer profit de cela en communiquant, secrètement et contre récompense, l'heure quatre fois par jour à un industriel employeur du père de l'un d'eux. Cet industriel, Fine Faisan, fleurant tous les profits qu'il peut en tirer décide de revendre l'heure au gouvernement français, moyennant un somptueux bénéfice.
Fine Faisan mène en parallèle son enquête et décide de trouver cette montre restée seule à fonctionner. À l'aide de limiers, il remonte jusqu'à Tête d'horloge et tente de lui dérober sa montre, ce qui cause une réaction de défense par tous ses élèves. Mis en échec par la jeune bande, Fine Faisan change de méthode et décide de proposer à Tête d'horloge de lui acheter sa montre à prix d'or. Le vieux professeur lui révèle alors que sa montre de gousset est arrêtée depuis plus de 30 ans et que seul l'amour qu'il porte toujours à Laure, sa femme décédée à cette époque, rythme en secret les minutes de sa vie mieux qu'un métronome.

## Distribution
- Pierre Fresnay : Monsieur Serge Drouin dit « Tête d'horloge »
- Claude Cerval : Fine Faisan
- Paul Le Person : Monsieur Verjou
- Sophie Grimaldi : Madame Verjou
- Bruno Balp : Jules, l'épicier
- Denise Benoit : Amèlie, l'épicière
- Fernand Bercher : Le directeur de l'école
- Philippe Castelli : Le sous-directeur de l'école
- Eugène Berthier : Le concierge
- Béatrice Cardon : Laure
- Clotilde Vanesco : La secrétaire
- Jean Balthazar : Le premier visiteur
- Christian Forges : Le second serviteur
- Sébastien Floche : Le maître d'hôtel
- Serge Spira : Le clochard
- Georges Sellier : Le premier ministre
- Guy Tréjan : La voix narratrice
- Corinne Armand
- Sabine Beauchais
- William Coryn : Verjou
- Jean Davy
- Christian Echelard
- Christian Gunthierez
- Titi Caromel
- Jean Franval
- Gérard Guingne
- Louis Laguerre
- Pierre Londiche
- Didier Schwartz : Plume

## Fiche technique
- Réalisation : Jean-Paul Sassy
- Scénario : adaptation du roman homonyme de Jean Pradeau
- Photographie : Jacques Manier
- Dialogues : Jean Pradeau
- Décors : André Bakst
- Musique : Michèle Auzépy
- Type : téléfilm couleur
- Durée : 105 minutes
- Diffusion : ORTF 11 avril 1970 (première)[1]

## Production
(décembre 2020).
Il s'agit de l'adaptation du roman philosophique homonyme de Jean Pradeau paru en 1964, mettant en scène Pierre Fresnay dans le rôle principal.
Dans un entretien au quotidien Le Monde du 3 avril 1970, Pierre Fresnay s'explique : « Le personnage du professeur est fort différent des rôles que j'ai tenus au cinéma ; il s'agit d'un solitaire, d'un rêveur un peu à l'écart. L'originalité de la situation tient à ses rapports avec les enfants ; c'est une fine analyse des relations maître-élèves, en dehors de toute contestation. Parler de conte philosophique est peut-être exagéré; on peut cependant se poser une question : cet homme ponctuel, qui semblait l'esclave du temps, ne l'avait-il pas finalement dominé ? Sur le plan technique, je n'ai pas trouvé de différence fondamentale avec le tournage de cinéma ; c'est l'ambiance de plateau qui est autre, familiale, sympathique, sans cette impression déplaisante que chaque moment de détente, d'arrêt, de réflexion, est une faille où s'engouffrent les millions du producteur. Cela a été pour moi je l'avoue, un réel plaisir de travailler. J'appréhendais les extérieurs, nombreux. On a traîné dans le Paris de l'été au milieu d'une paix absolue. Tout cela me paraissait au départ assez peu construit ; il s'en dégage une certaine atmosphère, et puis, la couleur ! ».

## Accueil de la critique
(décembre 2020).
Dans le magazine Télérama, le critique saluait cette diffusion : « La notion du temps fait-elle de l'homme un esclave qui ne peut plus passer de sa loi ? Le professeur qui semble avoir trouvé le bonheur, l'a-t-il découvert hors de la notion artificielle du temps ou a -t-il trouvé le moyen de la refuser, de la dominer ou de l'asservir ? Telles sont les questions que l'on se pose à la vue sur l'écran de ce conte philosophique dont Pierre Fresnay a choisi d'interpréter le personnage du professeur, pour la création à la télévision ».
« ce conte est du (sic) à la plume de Jean Pradeau auteur d’une biographie de Charcot et de « L’autre prison ». Plutôt rare à la télévision, Pierre Fresnay qui venait de fêter alors ses soixante-treize ans est très à l’aise dans le rôle du professeur. C’est au total une histoire pleine de charme, à la fois poétique et fantastique ».
« Cette histoire de panique mondiale vue à travers les yeux des enfants est très belle à suivre et le vieux personnage incarné par Pierre Fresnay (dont les téléfilms de fin de carrière nous donnent la rare occasion de le voir en couleurs !) absolument charmant. La malice de ses yeux rassurants et sa belle voix font merveille face à de jeunes garnements bondissants, entourés par Paul Le Person, Sophie Grimaldi, Claude Cerval, Philippe Castelli et Bruno Balp. Le caractère intemporel du propos ne démode pas trop ce téléfilm, marqué par une mise en scène inégale, qu'il est plaisant de (re)découvrir aujourd'hui ».